# Pseudoginglymostoma brevicaudatum
Pseudoginglymostoma brevicaudatum (лат.) — единственный представитель рода Pseudoginglymostoma из семейства акул-нянек. Обитают в восточной части Индийского океана. Размножается предположительно яйцеживорождением. Максимальная зарегистрированная длина 75 см. Не представляет интереса для коммерческого рыбного промысла, встречается крайне редко.

## Таксономия
Впервые вид был научно описан в 1867 году под названием Ginglymostoma brevicaudatum. Голотип представляет чучело неполовозрелого самца длиной 59 см (длина оригинала 64 см), пойманного у берегов Занзибара. Название рода происходит от слов греч. γίγγλυμος — «петля», «шарнир» и греч. στόμα — «рот», а видовое название от слов греч. ψευδής — «ложный», лат. brevis — «короткий» и лат. cauda — «хвост».
На основании морфологического сходства Pseudoginglymostoma brevicaudatum образуют одну кладу с усатыми акулами-няньками, акулами-небриями, китовыми акулами и зебровыми акулами.

## Ареал
Pseudoginglymostoma brevicaudatum обитают в восточной части Индийского океана у берегов Восточной Африки и Мадагаскара, а также, возможно, Сейшельских островов и острова Маврикий. Они встречаются в тропических прибрежных водах на коралловых рифах континентального и островного шельфа.

## Описание
Тело цилиндрическое. При взгляде сверху или сбоку голова имеет вид широкой параболы. Рыло в профиль притуплённое, закруглённое при взгляде сбоку, короткое, предротовое расстояние составляет 34,5—41,6 % от ширины рта. Глаза очень маленькие, их длина не более 0,8—1 % от длины тела, расположены на голове дорсолатерально. Под глазами имеются выступающие глазные гребни. Нижний край глаз находится непосредственно над уровне верхнего края жаберных щелей. Жаберные щели расположены на голове дорсолатерально и почти не видны снизу. Ноздри находятся на кончике рыла. Имеются короткие и толстые назальные усики, которые почти не сужаются к концу, их длина не превышает 1 % длины тела. Они не доходят до рта. Нижняя губа, разделенная вырезами на три лопасти. Расстояние между нижними губными бороздками в 1,2—1,4 раза больше их длины. Во рту имеются 24—27 верхних и 22—27 нижних зубных рядов. Зубы не перекрывают друг друга. Каждый зуб оснащён высоким остриём и 1 или 2 латеральными зубцами. Тело взрослых акул покрыто плакоидными вытянутыми чешуями в форме слезы. У взрослых грудные плавники не серповидные, широкие и закруглённые. Их основания начинаются на уровне третьей пары жаберных щелей. Брюшные и спинные плавники закруглены. Спинные и анальный плавники одинакового размера. Основание первого спинного плавника начинается на уровне или чуть позади средней точки основания брюшных плавников. Хвостовой плавник асимметричный, короткий, длина его дорсального края составляет менее 25 % от длины тела. У молодых акул нижняя доля отсутствует, а у взрослых она развита слабо. У края верхней лопасти имеется вентральная выемка. Общее количество позвонков составляет 135—143. Количество кишечных клапанов 15. Окраска коричневого цвета. Брюхо светлее. Максимальная зарегистрированная длина 75 см.

## Биология
О биологии и размножении Pseudoginglymostoma brevicaudatum известно мало. В публичном аквариуме зоопарка Амстердама а течение жили самка (33 года) и самец (3 года) этого вида. На основании наблюдений за этими особями можно сделать предположение, что Pseudoginglymostoma brevicaudatum размножаются яйцеживорождением, ведут малоподвижный ночной образ жизни, а днём отдыхают в укрытиях. Эти акулы питались кольчатыми червями, приготовленными мидиями, кусками сырой рыбы и креветками. В дикой природе, по-видимому, их рацион состоит из мелких костистых рыб, ракообразных и моллюсков. Обе акулы не проявляли агрессии, самка жила в одном аквариуме с намного превышающей её по размеру усатой акулой без каким-либо происшествий. Самцы и самки достигают половой зрелости при длине 59 см и 70 см соответственно.

## Взаимодействие с человеком
Pseudoginglymostoma brevicaudatum не представляют опасности для человека. Эти акулы являются объектом локального кустарного рыбного промысла. В качестве прилова могут попадать в коммерческие сети. Ценится прочная шкура. В Танзании плавники поступают в продажу. Благодаря живучести и небольшим размерам Pseudoginglymostoma brevicaudatum подходят для содержания в неволе. Интенсивная добыча в ареале этих акул и ухудшение условий обитания, в частности, разрушение коралловых рифов, ставят популяцию под угрозу. Международный союз охраны природы присвоил этому виду статус «Уязвимый».